# 青岛国际博览中心
青岛国际博览中心是一座位于中华人民共和国山东省青岛市即墨区温泉街道的大型国际化展览及会议中心，其规模为中国北方最大、内地第三。

## 区位
展馆地处崂山山脉的东北方向，东西与滨海大道即墨温泉段相连，北接即墨中心区，南邻鳌山湾。

## 规模
会展中心总建筑面积约22万平方米，总展览面积约18万平方米。展馆整体划分为A、B、C、标准展馆等四大功能区，建设主次登录大厅2座、标准展馆10座和多功能馆1座；室内总展览面积约12万平方米，可容纳6000多个标准展位；室外展场约6万平方米，配套功能区面积约4万平方米。

## 内部链接
- 青岛国际会展中心